# Polysorbate
Polysorbate sind ethoxylierte Sorbitanfettsäureester in Form öliger Flüssigkeiten. Diese nichtionischen Tenside werden als Netzmittel oder als Emulgatoren des O/W-Typs beispielsweise in Kosmetika, Arzneimitteln, Lebensmitteln, Reinigungs- und Waschmitteln verwendet. Bekannte Handelsmarken sind Tween, Scattics, Alkest und Canarcel.
Einige Polysorbate sind als Lebensmittelzusatzstoff zugelassen und tragen eine E-Nummer.
Sie werden häufig als Emulgatoren zur Mischung von ätherischen Ölen mit wasserbasierten kosmetischen Produkten verwendet.
Die verschiedenen Polysorbat-Typen unterscheiden sich in der Fettsäure, der mittleren Zahl der Polyoxyethyleneinheiten im Molekül und dem Grad der Veresterung.  Die zweistellige Zahl der Bezeichnung eines jeden Polysorbats folgt einem gewissen Schema: Die erste Zahl steht für die hauptsächlich veresterte Säure:
2=Laurinsäure, 4=Palmitinsäure, 6=Stearinsäure, 8=Ölsäure, 12=Isostearinsäure. Die zweite Stelle gibt die Art der Veresterung an: 0 für einen Monoester mit 20 Polyoxyethyleneinheiten, 1 für einen Monoester mit 4 oder 5 Polyoxyethyleneinheiten und die Zahl 5 steht für einen Triester mit 20 Polyoxyethyleneinheiten.
Die Weltgesundheitsorganisation (WHO) hat für die Aufnahme von ethoxylierten Sorbitanfettsäureestern eine erlaubte Tagesdosis (ETD) (engl. Acceptable Daily Intake, ADI) von 0 bis 25 mg pro Kilogramm Körpergewicht vorgeschlagen.
- Polysorbat 20 (Polyoxyethylen-(20)-sorbitanmonolaurat), E 432
- Polysorbat 21 (Polyoxyethylen-(4)-sorbitanmonolaurat)
- Polysorbat 40 (Polyoxyethylen-(20)-sorbitanmonopalmitat), E 434
- Polysorbat 60 (Polyoxyethylen-(20)-sorbitanmonostearat), E 435
- Polysorbat 61 (Polyoxyethylen-(4)-sorbitanmonostearat)
- Polysorbat 65 (Polyoxyethylen-(20)-sorbitantristearat), E 436
- Polysorbat 80 (Polyoxyethylen-(20)-sorbitanmonooleat), E 433
- Polysorbat 81 (Polyoxyethylen-(5)-sorbitanmonooleat)
- Polysorbat 85 (Polyoxyethylen-(20)-sorbitantrioleat),
- Polysorbat 120 (Polyoxyethylen-(20)-sorbitanmonoisostearat)